# Любовский, Мирон Акимович
Миро́н Ки́велевич (Аки́мович) Любо́вский (при рождении Мирон Кивель-Абрамович Любовский; 19 ноября 1876, Снипишки, Виленский уезд — 1 июня 1952, Калинин) — российский врач-хирург, один из организаторов здравоохранения в Тверской губернии.

## Биография
Родился 19 ноября (по старому стилю) 1876 года в Снипишках Виленского уезда (ныне в черте Виьнюса), в семье слонимского мещанина Кивеля-Абрама Мовшевича Любовского и Шейны Шаевны Любовской. В 1902 году окончил медицинский факультет Императорского Харьковского университета. Был вольнопрактикующим врачом в Вильне, затем старшим ординатором в виленском госпитале св. Якова (1909—1914).
С 1915 года — хирург губернской земской больницы в Твери. В 1920-е гг. стал основным организатором создания в Твери школы медицинских сестер. Школа была открыта в 1920 году и Любовский стал её заведующим. Одновременно служил ординатором Института физических методов лечения.
В Великую Отечественную войну был главным хирургом госпиталей Калининской области и Красноярского края.
Скончался 1 июня 1952 году. Погребён на Первомайском кладбище в Твери рядом со своей супругой Марией Антоновной Любовской (скончалась 13 апреля 1946 года).
Его младшая сестра Ида Кивелевна (Акимовна) Любовская (1884—?) также стала врачом.

Памятник на могиле М.А. Любовского на Первомайском кладбище г. Твери

## Награды
- Почётное звание: Заслуженный врач РСФСР.